# Jean-Georges d'Anhalt-Dessau
Jean-Georges d'Anhalt-Dessau (* 28 janvier 1748 à Dessau; † 1er avril 1811 à Vienne) est un prince d'Anhalt-Dessau, général d'infanterie prussien et fondateur du jardin et du château Georgium à Dessau.

## Biographie
Jean-Georges est un fils du prince Léopold II d'Anhalt-Dessau (1700-1751) et de Gisèle-Agnès d'Anhalt-Köthen (1722-1751), fille du prince Léopold d'Anhalt-Köthen. Le prince est chanoine à Magdebourg et doyen du Kollegialstifts de Saint-Sébastien. Il entre le 25 novembre 1768, dans le 8e régiment d'infanterie "von Queis (de)" de l'armée prussienne à Stettin. L'année suivante, à l'Instigation du roi Frédéric II il entre dans l'armée russe lors de la Guerre russo-turque de 1768-1774. En novembre de la même année, il est Colonel et commandant d'un régiment. Après sa participation à la Guerre de Succession de Bavière il démissionne le 22 septembre 1779 pour raison de santé. Frédéric-Guillaume II propose Jean-Georges le 27 janvier 1789 comme Chevalier de l'Aigle Noir. Il revient dans l'armée comme général de corps d'armée, le 13 mars 1789 et passe général de l'Infanterie. Il démissionne après la Quatrième Coalition le 1er avril 1808, à la demande du roi Frédéric-Guillaume III de Prusse.
Initialement, son frère aîné, Léopold III aurait souhaité lui laisser le gouvernement et partir en Angleterre avec sa bien-Aimée, en tant que Citoyen à la vie imaginaire.
Jean-Georges fait construire à partir de 1780 par Friedrich Wilhelm de Erdmannsdorff le château Georgium à Dessau qu'il utilise comme résidence d'été.
Jean-Georges passe les dernières années de sa vie à Vienne, où il est mort et enterré.